# Jerzy Ostoja-Sędzimir
Jerzy Antoni Ostoja-Sędzimir (ur. w 1924 w Kartuzach, zm. 8 marca 2018) – polski chemik, profesor nauk technicznych, nauczyciel akademicki Akademii Górniczo-Hutniczej w Krakowie, dziekan Wydziału Metali Nieżelaznych AGH, specjalizował się w dziedzinie elektrochemii, hydrometalurgii i korozji.

## Życiorys
W 1945 został studentem Akademii Górniczej w Krakowie. W czasie studiów wziął udział w antykomunistycznych protestach studenckich w maju 1946. W 1950 został absolwentem AGH. W 1952 ukończył studia chemiczne w Uniwersytecie Jagiellońskim.
Został wykładowcą AGH. W latach 1962–1995 był kierownikiem Katedry Chemii Fizycznej i Elektrochemii na Wydziale Metali Nieżelaznych. W latach 1981–1984 był dziekanem tego wydziału.
W 1969 nadano mu tytuł profesora nauk technicznych.
Został honorowym członkiem Komisji Metalurgiczno-Odlewniczej Polskiej Akademii Nauk, przewodniczącym Krakowskiego Oddziału Polskiego Towarzystwa Chemicznego (1975–1977), członkiem Rady Naukowej Instytutu Metali Nieżelaznych w Gliwicach.
Redagował czasopisma „Hydrometallurgy” i „Rudy i Metale Nieżelazne”.
Został odznaczony Krzyżem Kawalerskim Orderu Odrodzenia Polski, Złotym Krzyżem Zasługi, Medalem Komisji Edukacji Narodowej, Złotą Odznaką za pracę społeczną dla miasta Krakowa.
Zmarł 8 marca 2018. Został pochowany 15 marca 2018 na cmentarzu Rakowickim w Krakowie.